# والتر بيكر (دراج)
والتر بيكر (بالألمانية: Walter Becker)‏ هو دراج ألماني، ولد في 18 أكتوبر 1932 في كايسرسلاوترن في ألمانيا، وتوفي في 7 يونيو 2012.

## وصلات خارجية
- والتر بيكر على موقع أرشيف الدراجات (الإنجليزية)
- والتر بيكر على موقع إحصائيات الدراجات الإحترافية (الإنجليزية)
- والتر بيكر على موقع أوليمبيديا (الإنجليزية)